# Prutz
Prutz è un comune austriaco di 1 777 abitanti nel distretto di Landeck, in Tirolo.